# Línea Ci4 (Avanza Zaragoza)
La línea Circular 4 (Ci4) es una línea regular circular de Avanza Zaragoza que recorre diferentes distritos de la ciudad de Zaragoza. Esta línea hace un recorrido circular en sentido anti-horario, mientras que la Ci3 realiza un recorrido similar en sentido horario.
Esta línea, junto a la Ci3, fue creada el 17 de marzo de 2025 como sustitución de la línea 24.
Tiene una frecuencia media de 6 minutos.

## Recorrido
Paseo de la Ribera, Avenida de Cataluña, Arquitecto La Figuera, Avenida José Atarés, Plaza Europa, Avenida de la Almozara, Avenida de Puerta Sancho, Avenida Pablo Gargallo, Avenida Expo 2008, Estación Delicias, Rioja, Avenida de Madrid, Paseo de Calanda, Franco y López, Corona de Aragón, San Juan de la Cruz, Juan Pablo Bonet, Camino de las Torres, Avenida del Tenor Fleta, Camino Puente Virrey, Avenida de San José, Avenida del Compromiso de Caspe, Salvador Minguijón y Paseo de la Ribera. 